# ذى صية (الشعر)

تعديل مصدري - تعديل

ذى صية هي إحدى قرى عزلة القابل الأسفل بمديرية الشعر التابعة لمحافظة إب، بلغ تعداد سكانها 495 نسمة حسب تعداد اليمن لعام 2004.